# Riofrío (Quintana del Castillo)
Riofrío es una localidad del municipio leonés de Quintana del Castillo, en la Comunidad Autónoma de Castilla y León. El pueblo se encuentra en el valle del arroyo de Riofrío, entre las montañas de El Chano (1.025 m) y Teso Ventanas (1.002 m). Se accede a la localidad a través de las carreteras LE-5418 y LE-5419.
La iglesia está dedicada a santa María Magdalena.

## Localidades limítrofes
Confina con las siguientes localidades:
- Al norte con  Ferreras.
- Al este con Llamas de la Ribera, Quintanilla de Sollamas y Carrizo de la Ribera.
- Al sur con Quintanilla del Monte.
- Al oeste con Castrillo de Cepeda y Sueros de Cepeda.

## Demografía
Evolución de la población
| Gráfica de evolución demográfica de Riofrío entre 2000 y 2017      |
|                                                                    |
| Población de derecho (2000-2017) según el padrón municipal del INE |

## Historia
Así se describe a Riofrío (de Órbigo) en el tomo XIII del Diccionario geográfico-estadístico-histórico de España y sus posesiones de Ultramar, obra impulsada por Pascual Madoz a mediados del siglo XIX:

Lugar en la provincia de León, partido judicial de Astorga, diócesis de Oviedo, audiencia territorial y capitanía general de Valladolid, ayuntamiento de Sueros. Situado en un valle; su clima es frío, pero bastante sano. Tiene 32 casas; iglesia parroquial (Santa María Magdalena), servida por un cura de ingreso y patronato de la encomienda de San Juan, y buenas aguas potables. Confina con Ferreras, Morrioncillo y Quintanilla de Sollamas. El terreno es de buena y mediana calidad, y le fertilizan las aguas del Órbigo, y de un arroyo que baja de Sueros. Los caminos dirigen a los pueblos limítrofes, y al que va por Benavides a la Bañeza. Producciones: lino, centeno, patatas y pastos; cría ganados y alguna caza y pesca. Población: 30 vecinos, 103 almas. Contribución: con el ayuntamiento.
Diccionario geográfico-estadístico-histórico de España y sus posesiones de Ultramar